# Éric Elmosnino
Éric Elmosnino (* 2. května 1964, Suresnes, Francie) je francouzský filmový a divadelní herec. Proslavil se titulní rolí ve filmu Serge Gainsbourg: Heroický život, za který získal cenu César v kategorii nejlepší herec.

## Životopis
Studoval pařížskou Národní konzervatoř dramatického umění. Po odchodu pracoval hodně s Jeanem-Pierrem Vincentem v divadle v Nanterre.
Co se týká jeho filmové kariéry, tak v roce 1992 ztvárnil roli Christian Ribeta ve filmu Tableau d'honneur. V roce 2006 působí v divadle ve hře Naître od Edwarda Bonda, se kterou vystupuje na divadelním festivalu v Avignonu a v pařížském národním divadle. V roce 2009 si ho režisér Joann Sfar vybral jako představitele titulní role do filmu Serge Gainsbourg: Heroický život. Elmosnino za svůj výkon posléze získal cenu César pro nejlepšího herce. V roce 2011 si zahrál v televizním filmu La Très Excellente et Divertissante Histoire de François Rabelais, kde spolu s hercem Michelem Aumontem ztvárnili známého spisovatele.
V roce 2013 se přidal k obsazení snímku Cœur des hommes 3, kde zaplnil místo po absenci Gérarda Darmona, jež se rozhodl nezopakovat si již svou roli Jeffa. V roce 2014 ztělesnil učitele zpěvu ve filmu Rodinka Belierových, kterému se dostalo velkého úspěchu.

## Filmografie

### Celovečerní filmy
| Rok  | Název filmu                            | Role                |
| ---- | -------------------------------------- | ------------------- |
| 1985 | À nous les garçons                     | Tony                |
| 1986 | États d'âme                            |                     |
| 1992 | Tableau d'honneur                      | Christian Ribet     |
| 1994 | Plukovník Chabert                      | Desroches           |
| 1996 | Bernie                                 | prodavač            |
| 1997 | Le Sujet                               | Antoine             |
| 1999 | Nebojím se života                      |                     |
| 1999 | Fin août, début septembre              | Thomas              |
| 2001 | 15 août                                | Yann                |
| 2001 | Liberté-Oléron                         | mechanik Sergio     |
| 2002 | Veloma                                 |                     |
| 2003 | Vert paradis                           | Serge               |
| 2005 | Gentille                               | osud                |
| 2005 | L'Œil de l'autre                       | Jérôme              |
| 2006 | Život umělce                           | bývalý přítel Alice |
| 2007 | Herečky                                | Raymond             |
| 2008 | Letní čas                              | policejní komisař   |
| 2008 | Intrusions                             | François            |
| 2009 | Otec mých dětí                         | Serge               |
| 2009 | Bancs publics (Versailles Rive-Droite) | spáč                |
| 2010 | Serge Gainsbourg: Heroický život       | Serge Gainsbourg    |
| 2010 | Toutes les filles pleurent             | Pierre              |
| 2011 | Rabínův kocour                         | profesor Soliman    |
| 2011 | Mike                                   | Heinz               |
| 2011 | Léa                                    | Julien              |
| 2011 | Le Skylab                              | Jean                |
| 2011 | Knoflíky patří vítězům                 | mistr Merlin        |
| 2012 | Pirátská TV                            | Jean-Lou            |
| 2013 | Ouf                                    | François            |
| 2013 | Hôtel Normandy                         | Jacques Delboise    |
| 2013 | Des gens qui s'embrassent              | Zef                 |
| 2013 | Le Cœur des hommes 3                   | Jean                |
| 2013 | À coup sûr                             | Tristan Fersen      |
| 2014 | Rodinka Belierových                    | Thomasson           |
| 2014 | Chic !                                 | Julien              |

### Krátkometrážní filmy
| Rok  | Název filmu        | Režie           | Role |
| ---- | ------------------ | --------------- | ---- |
| 1993 | Désiré             | Albert Dupontel |      |
| 2000 | Mon meilleur amour | François Favrat |      |
| 2001 | Électroménager     | Sylvain Monod   | Jean |